# 八万町
八万町（はちまんちょう）は、徳島県徳島市の町名。2009年12月のおける徳島市の調査による人口は18,947人、世帯数は8,659世帯。
郵便番号は770-8070。ただし中津山は770-8071、中津浦は770-8072、上福万は770-8073、下福万は770-8074、千鳥は770-8075、内浜は770-8076、夷山は770-8077、橋本は770-8078、大坪は770-8079、弐丈は770-8081、川南は770-8082、法花は770-8083、法花谷は770-8084。

## 地理
徳島市の中心部から東部、市街地の南方にあたり、八万地区に属する。市街地に近い農村地帯として発展したが、近年ではベッドタウンとしての開発が進み、双方が相入り混じった地域となっている。
眉山山系の南東に開き、南に向寺山あり、その間の平野部を園瀬川・冷田川が東流する。
北西部眉山山系山麓を国道439号が上八万町方面から市街地方面に向かって走り、地内東部を南北にJR牟岐線、その西を徳島県道136号宮倉徳島線が走る。

### 住宅団地
昭和30年代に入り、住宅造成が進み、眉山山系を中心に斜面高台を利用した大規模住宅地が出現した。城南台（下福万・中津浦）、市原ハイランド（上福万）、八万団地（新貝）、馬場山団地（馬場山）がある。

### 河川
- 園瀬川
- 冷田川
- 星河内谷川
- 長谷川

### 山岳
- 眉山
- 向寺山
- 七ッ山

### 小字

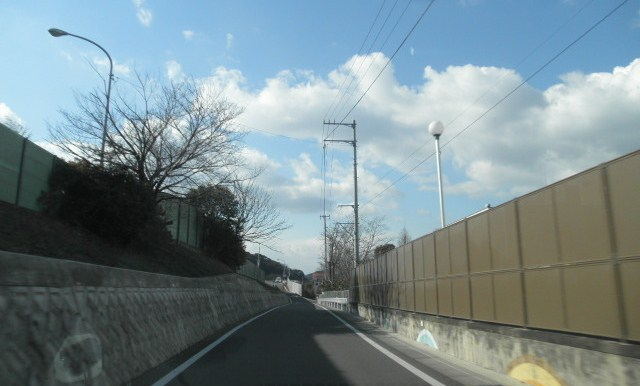
橋本

| - 下千鳥 - 川南 - 弐丈 - 沖須賀 | - 内浜 - 中津浦 - 中津山 - 夷山 | - 千鳥 - 法花 - 法花谷 - 犬山 | - 大野 - 橋本 - 橋北 - 福万山 | - 上福万 - 下福万 - 柿谷 - 馬場山 | - 宮ノ谷 - 大坪 - 新貝 - 寺山 | - 向寺山 - 東山 - 上長谷 - 下長谷 |  |

## 歴史
昭和12年に現在の町名となった。第二次世界大戦の戦前戦後を通じて都市周辺農村地帯として経過してきたが、昭和30年代に入り都市化の傾向が現れ、田畑は造成されていった。冷田川以北地域から開発が開始され、南部地域へ拡大していった。
ベッドタウンとしての宅地開発が主であり、眉山山系を背にした中津浦・下福万地区の開発も早く、城南台をはじめとした斜面高台を利用した大型住宅団地も出現した。
一部が昭和34年に眉山町茂助が原、昭和39年に西新浜町、昭和51年に南二軒屋町・城南町、昭和59年に問屋町となる。

## 交通

### 鉄道

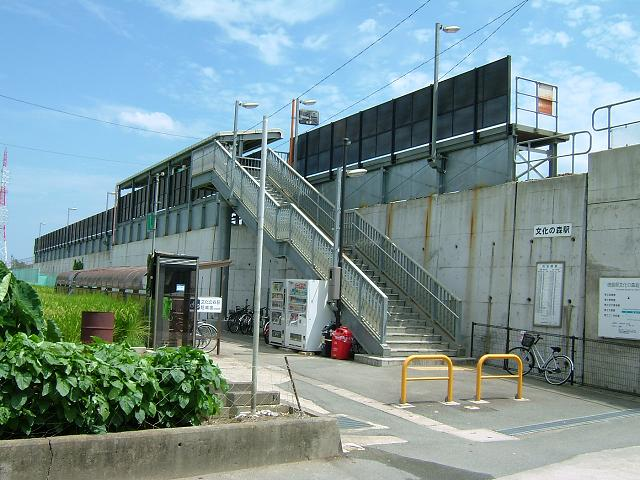
文化の森駅（2005年8月16日）

- 四国旅客鉄道（JR四国）牟岐線 - 文化の森駅が設置されている。

### 道路

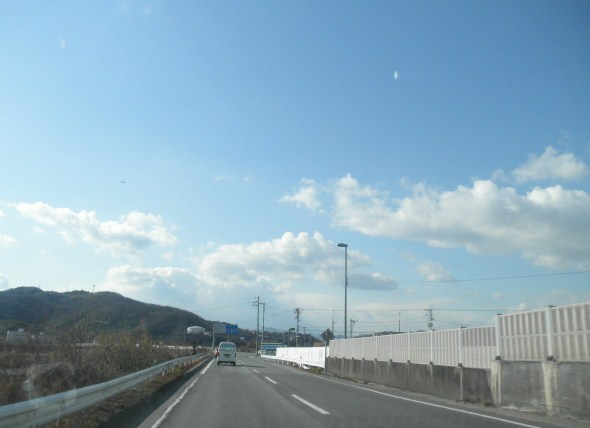
弐丈
徳島県道203号鮎喰新浜線

一般道路
- 国道55号
- 国道438号

都道府県道
- 徳島県道136号宮倉徳島線
- 徳島県道203号鮎喰新浜線

### バス
徳島バス
- 文化の森駅東
- 川南
- 法花大橋
- 犬山口
- 法花

海部観光
- 大野

## 施設

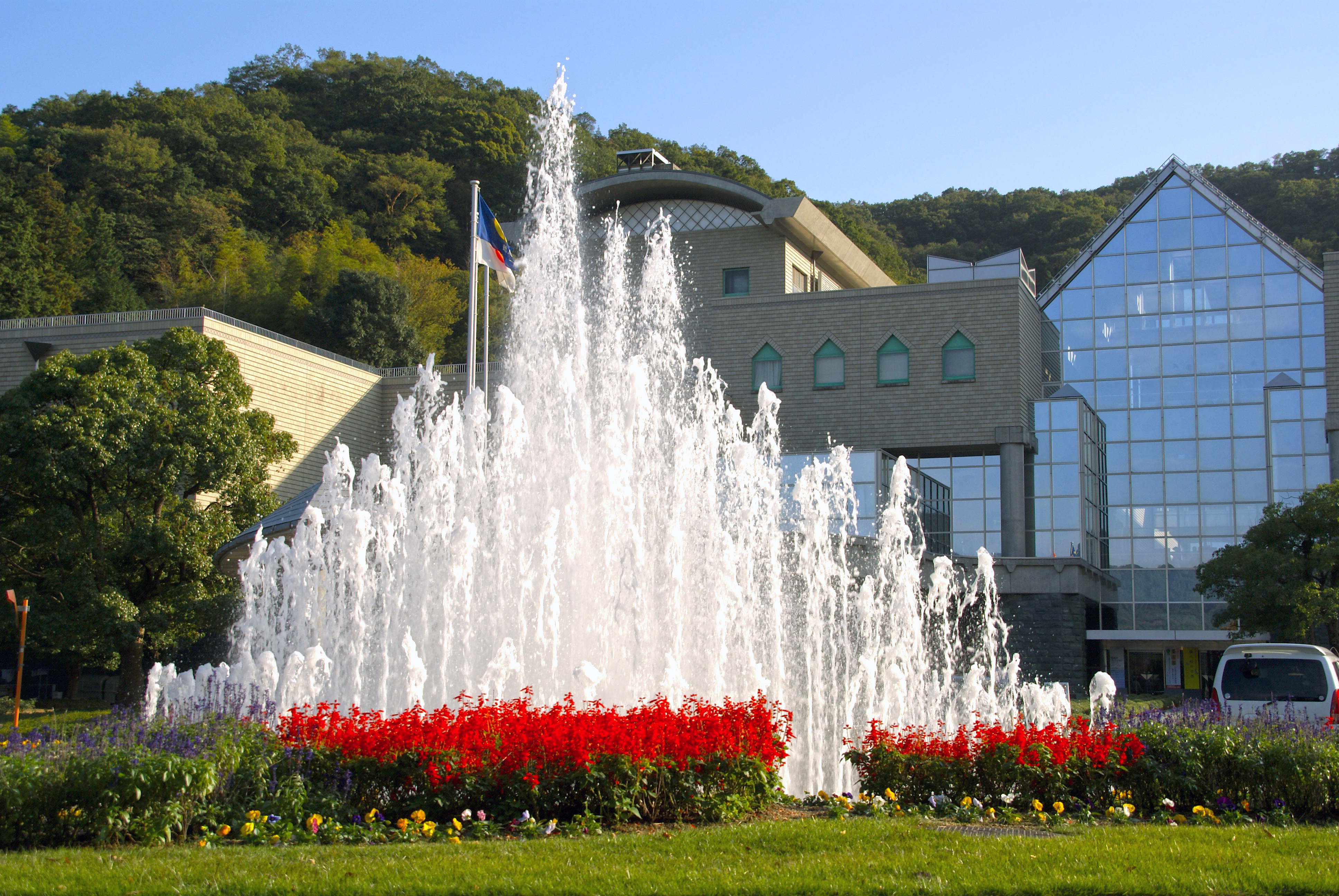
徳島県文化の森総合公園

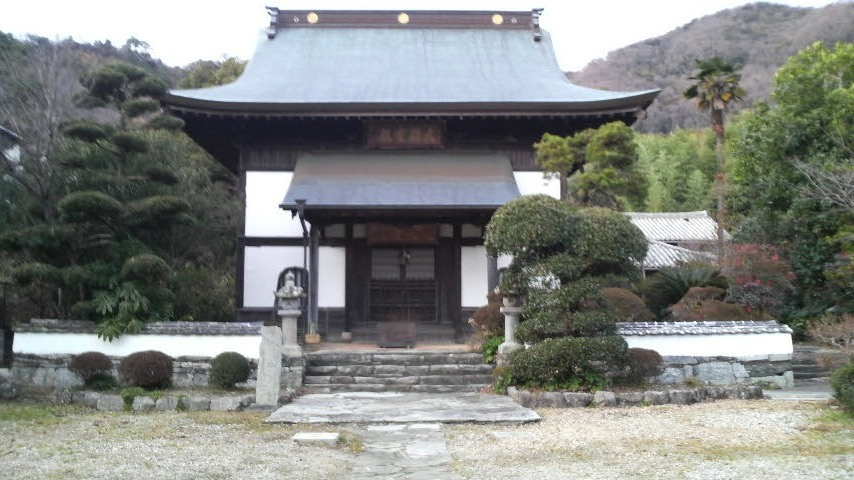
竹林院

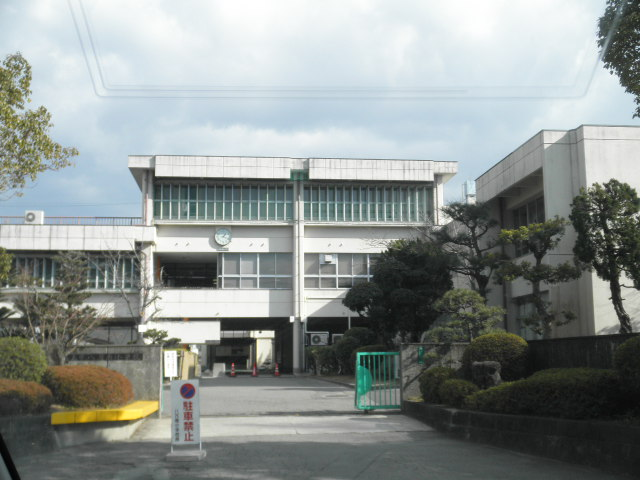
徳島市立八万南小学校

### 公共施設
- 徳島県文化の森総合公園
  - 徳島県立図書館
  - 徳島県立博物館
  - 徳島県立鳥居龍蔵記念博物館
  - 徳島県立近代美術館
  - 徳島県立文書館
  - 徳島県立21世紀館
- 協立病院
- 八万温泉

### 教育施設
- 徳島市八万南小学校

### 社寺・史跡
- 黒岩神社
- 銅之鳥居八幡神社
- 四王子神社
- 七社神社
- 瑜伽大権現
- 王子神社
- 圓福寺 - 阿波秩父観音霊場第三十三番番札所
- 竹林院 - 阿波秩父観音霊場第三十四番番札所
- 清涼寺
- 夷山城跡
- 雲水庵跡